# Токонами Такэдзиро
Токона́ми Такэдзи́ро (яп. 床次 竹二郎 Токонами Такэдзиро:, 6 января 1867, Кагосима, Японская империя — 9 августа 1935, Токио, Японская империя) — японский государственный деятель, занимавший ряд министерских постов. В 1908 году — губернатор префектуры Карафуто.

## Биография
Родился в Кагосиме. Окончил юридический факультет Токийского университета, после чего стал судьёй.
На протяжении всей своей политической карьеры Токонами принимал активное участие в политической жизни Японии, состоял в руководстве различных политических партий. Кроме того, он поспособствовал основанию некоторых партий, в том числе, Общества Согласия («Кёвакай»), основывавшегося на неоконфуцианской и реформистско-консервативной точке зрения.
С 24 апреля по 12 июня 1908 года, уже имевший опыт губернаторства в префектуре Токусима, Токонами занимал пост губернатора префектуры Карафуто.
Будучи вице-министром внутренних дел Японии с 1906 года, в 1918 году Токонами стал министром внутренних дел страны. В феврале 1912 года силами Токонами были организованы конференции между японскими буддийскими и христианскими лидерами.
Токонами был членом парламента Японии в 1920-х и 1930-х годах, выступая в качестве лидера партии Сэйю Хонто. Он продолжал играть в ней ведущую роль до тех пор, пока Сэйю Хонто не объединилась с Конституционной партией, образовав Риккэн Минсэйто.
В 1929 году Токонами вступил в партию Риккэн Сэйюкай. В 1932 году он стал одним из претендентов на пост главы партии, однако был убеждён уступить его текущему лидеру партии, министру внутренних дел Судзуки Кисабуро. В 1934 году, в результате конфликта с новым премьер-министром, Кэйсукэ Окадой, Токонами и его сторонники были вынуждены отделиться от Риккэн Сэйюкай и создать собственную партию Сёвакай.
Токонами скончался в 1935 году в Токио. Он был похоронен в Футю.